# Ruckus
Claude Marrow (15 de julio de 1978) es un luchador profesional estadounidense, más conocido por su nombre artístico Ruckus. Marrow es principalmente conocido por su trabajo en Combat Zone Wrestling y Ring of Honor, entre otras empresas.

## Carrera

### Circuito independiente (2007-presente)
En Manhattan Mayhem II el 25 de agosto de 2007, Ruckus hizo su debut en Ring of Honor, apareciendo como el primer miembro de Vulture Squad, el grupo recién formado por Jack Evans, derrotando a Eddie Edwards. El 26 de julio de 2008, Ruckus ganó el primer 15 Man Honor Rumble para ganar una oportunidad por el título ante Nigel McGuinness el 1 de agosto, pero Nigel salió vencedor y retuvo el campeonato.
En 2006, Ruckus realizó apariciones en Wrestling Society X, formando un equipo con Babi Slymm conocido como "Keepin' It Gangsta".
El 6 de septiembre de 2008, Ruckus debutó en Insanity Pro Wrestling durante el 8th Annual Super Junior Heavyweight Tournament, en el que ganó la primera ronda ante Jayson Quick, pero perdiendo en la segunda en un triple combate con Shima Xion y Aaron Williams.

## En lucha
- Movimientos finales
  - Poetic Ruckus[1] (450º splash)
  - Gangsta Splash[4] (Corkscrew 450º splash)[1][2]
  - Gangsta Guillotine[4] (Diving moonsault leg drop)
  - Hate Crime[1] (CZW / ROH) / Hate Game[3] (AJPW) (Sitout inverted suplex slam, a veces contra una silla)[1]
  - The Deal[3] (Gory reverse STO)

- Movimientos de firma
  - Ruckus Spike[1] (Jumping sitout belly to back piledriver)
  - Van Ruckusnator[4] (Somersault corner-to-corner missile dropkick a un oponente con una silla delante)
  - Ruckus Star Press[4] (Running shooting star press)
  - Leap of Faith[1] (Over the top rope suicide somersault senton)
  - Move of the Night[1] (Cartwheel 450º splash)
  - Razzle Dazzle[1] (Cartwheel backflip seguido de back elbow smash a un oponente arrinconado)
  - The Shiznit[1] (Handspring standing moonsault)
  - The Chronic[4] (Double arm pumphandle powerbomb derivado en cutter)
  - The Parker[4] (Swinging inverted facelock sitout facebuster)
  - Diving crossbody, a veces hacia fuera del ring[1]
  - Corkscrew senton bomb
  - Superbomb, a veces contra una mesa
  - Dropkick, a veces desde una posición elevada
  - Hurricanrana, a veces a un oponente elevado
  - Rolling jumping leg drop bulldog[4]
  - Modified swinging neckbreaker
  - Twisting backflip kick
  - Handspring derivado en spinning heel kick, somersault superkick, backflip back elbow, shining wizard o crossbody
  - Slingshot somersault leg drop a un oponente sobre una mesa
  - Inverted suplex stunner
  - Tilt-a-whirl headscissors takedown
  - Moonsault corner-to-corner missile dropkick
  - Bridging fisherman suplex,[4] a veces en sucesión
  - Over the top rope suicide 180° corkscrew moonsault
  - Leaping double knee drop
  - Half Nelson bulldog
  - Jumping leg lariat

- Managers
  - Robbie Mireno
  - Julius Smokes

## Campeonatos y logros
- Big Japan Pro Wrestling
  - BJW Junior Heavyweight Championship (1 vez)

- Combat Zone Wrestling
  - CZW World Heavyweight Championship (3 veces)
  - CZW World Junior Heavyweight Championship (2 veces)
  - CZW World Tag Team Championship (5 veces) – con BLK Jeez
  - CZW Best of the Best 6[5]
  - CZW Hall of Fame (2015)

- German Wrestling Promotion
  - GWP World Heavyweight Championship (2 veces)[6]

- Independent Wrestling Association Mid-South
  - Simply the Best Tournament (2006)

- Maryland Championship Wrestling
  - MCW Heavyweight Championship (1 vez)
  - MCW Cruiserweight Championship (1 vez)
  - MCW Tag Team Championship (1 vez) – con Sabian[1]
  - Shane Shamrock Memorial Cup (2006)[1]

- Mid-Eastern Wrestling Federation
  - MEWF Mid-Atlantic Championship (1 vez)
  - MEWF Maryland Championship (1 vez)
  - MEWF Tag Team Championship (1 vez) – con The Natural
  - MEWF Light Heavyweight Championship (1 vez)

- National Championship Wrestling
  - NCW Tag Team Championship (1 vez) – con Kid Kattrell

- Nittany Valley Wrestling
  - NVW Heavyweight Championship (2 veces)

- Power House Wrestling
  - PHW Intercontinental Championship (1 vez)

- Pro Wrestling Illustrated
  - Situado en el Nº203 en los PWI 500 de 2009[7]